# Уповноважений Президента України з прав людей з інвалідністю
Уповноважений Президента України з прав людей з інвалідністю — посадова особа, що забезпечує здійснення Президентом України конституційних повноважень щодо забезпечення додержання прав і законних інтересів людей з інвалідністю, в тому числі тих, які отримали інвалідність у зоні проведення антитерористичної операції, інвалідів війни.
Посада утворена Президентом України Петром Порошенком 1 грудня 2014 року, враховуючи вимоги Конвенції ООН про права інвалідів.

## Мета
Основними завданнями Уповноваженого є:
1. моніторинг додержання в Україні прав і законних інтересів людей з інвалідністю, виконання Україною міжнародних зобов'язань у цій сфері, внесення в установленому порядку Президентові України пропозицій щодо припинення, усунення, запобігання обмеженню та порушенню прав і законних інтересів людей з інвалідністю;
2. внесення Президентові України пропозицій щодо підготовки проєктів законів, актів Президента України з питань захисту громадянських, соціальних, економічних, культурних прав і законних інтересів людей з інвалідністю, створення умов для реалізації ними таких прав та інтересів;
3. участь у підготовці проєктів нормативно-правових актів, в експертизі законів, які надійшли на підпис главі держави, законопроєктів; тощо.

## Діяльність
Забезпечення діяльності Уповноваженого здійснюється відповідним структурним підрозділом Адміністрації Президента України (зараз це Департамент забезпечення діяльності уповноважених, представників та роботи Офісу Президента України).
Уповноважений входить за посадою до Ради у справах осіб з інвалідністю при Кабінеті Міністрів України.
3 грудня 2014 першим і до сьогодні єдиним Уповноваженим з прав людей з інвалідністю був призначений Валерій Сушкевич. 23 травня 2019 року Президент України Володимир Зеленський «перепризначив» його на ту ж посаду.
Крім того, в Україні існує посада Урядового уповноваженого з прав осіб з інвалідністю.